# گوش شکسته
گوش شکسته (به فرانسوی: L'Oreille cassée) ششمین کتاب از مجموعهٔ کتابهای مصور ماجراهای تن‌تن و میلو اثر کارتونیست بلژیکی هرژه است. این داستان اولین بار به صورت هفتگی از دسامبر ۱۹۳۵ تا فوریه ۱۹۳۷ در مجله Le Petit Vingtième منتشر شد. داستان کتاب دربارهٔ ماجراهای تن‌تن خبرنگار بلژیکی و سگ او میلو است که به دنبال سارقان یک مجسمه ساخت بومیان آمریکای جنوبی به کشور خیالی سن تئودور می‌رسند و درگیر جنگ داخلی آن کشور می‌شوند.
این داستان بعد از چاپ هفتگی در سال ۱۹۳۷ به صورت کتاب هم منتشر شد. گوش شکسته برای چاپ مجدد در سال ۱۹۴۳ به صورت رنگی درآمد و در صفحه‌بندی جدید منتشر شد. شخصیت ژنرال آلکازار اولین بار در این کتاب معرفی شد. این کتاب اولین بار توسط انتشارات ونوس درایران منتشرشد. بعد از این داستان، هرژه داستان جزیره سیاه را نوشت.